# Hermen Rode
Hermen Rode var en tysk maler i slutningen af det 15. århundrede. 
Rodes kendte arbejde er altret i Mariakirken (1501) i Lübeck og Lukasaltret (1484) i Lübecks Museum. Andre værker findes i Reval og Schwerin. Måske har han ogå virket i Stockholm og skabt fløjene på Storkyrkans alter (nu i Statens historiska museum i Stockholm).